# Panthera onca
El jaguar, yaguar, otorongo, yaguareté, jaguareté, tigre o tecuán  (Panthera onca) es un mamífero carnívoro félido de la subfamilia de los Panterinos y género Panthera. Es la única de las cinco especies actuales de este género que se encuentra en América. También es el mayor félido de América y el tercero del mundo, después del tigre (Panthera tigris) y el león (Panthera leo). Su distribución actual se extiende desde el extremo sur de Estados Unidos continuando por parte de México, América Central y América del Sur hasta el norte y noreste de Argentina. Habita principalmente en zonas tropicales secas y húmedas, pero también vive en matorrales áridos. Su dieta es muy amplia, puede cazar grandes presas, incluido ganado, o pequeños animales. Exceptuando algunas poblaciones en Arizona (suroeste de Tucson), esta especie ya ha sido prácticamente extirpada en los Estados Unidos desde principios de la década de 1900.
Se encuentra emparentado y se asemeja mucho en apariencia física al leopardo (Panthera pardus), pero generalmente es de mayor tamaño, cuenta con una constitución más robusta y su comportamiento y hábitat son más acordes a los del tigre (Panthera tigris). Si bien prefiere las selvas densas y húmedas, puede acomodarse a una gran variedad de terrenos boscosos o abiertos. Está estrechamente asociado a la presencia de agua y destaca junto con el tigre, por ser un félido al que le gusta nadar.
Es fundamentalmente solitario. Caza haciendo emboscadas, siendo oportunista a la hora de elegir las presas. Es una especie clave para la estabilización de los ecosistemas en los que habita; al ser un superpredador, regula las poblaciones de las especies que captura. Los ejemplares adultos tienen una mordedura excepcionalmente potente, incluso en comparación con otros grandes félidos, lo que les permite perforar los caparazones de reptiles acorazados como tortugas y utilizar un método poco habitual para matar: ataca directamente la cabeza de la presa entre las orejas para propinar un mordisco letal que atraviesa el cráneo con sus colmillos alcanzando al cerebro.
Panthera onca está calificado en la Lista Roja de la UICN como «especie casi amenazada» y su número está en declive. Entre los factores que lo amenazan se incluyen la pérdida y la fragmentación de su hábitat. A pesar de que el comercio internacional de ejemplares de esta especie o sus partes está prohibido, este félido muere con frecuencia a mano de los humanos, especialmente en conflictos con ganaderos. Aunque reducida, su distribución geográfica continúa siendo amplia, existiendo aún 34 subpoblaciones a lo largo del continente. A lo largo de la historia, esta distribución le otorgó un lugar prominente en la mitología de numerosas culturas indígenas americanas, como los mayas y los aztecas.

## Nombres comunes y etimología
En sus zonas nativas recibe diferentes denominaciones en español como jaguar, yaguar, yaguareté, otorongo, jaguarete, tigre o tigre americano. Los mexicas lo llamaban ocelotl, aunque también utilizaban este nombre para el ocelote (Leopardus pardalis), y podrían referirse a él como tlatlauhquiocélotl. En gran parte de Hispanoamérica desde la llegada de los españoles es común llamar a este animal «tigre» aunque es remoto el parecido con el tigre asiático (Panthera tigris) del cual procede el apelativo. En las zonas de países de habla castellana que están próximas a la frontera con Brasil, se emplea también la denominación brasileña en portugués: onça-pintada o jaguar. En cuanto a las lenguas aborígenes americanas, en maya se le llama balam, en mapuche es llamado nawel (origen del antropónimo y topónimo Nahuel), en algunos Idiomas quechuas uturunku o unqa y en bribri namú, y nawat tekwani (literalmente significa: come gente).
Yaguar y yaguareté provienen del guaraní yaguar 'fiera', y eté 'verdadero', y probablemente llegó al español por conducto del portugués o del francés, lo cual explica la desvirtuación hacia la forma con j: jaguar. El origen del nombre se ha supuesto como procedente de yaguá-eté, que significaría «fiera de verdad» o «auténtica fiera»; en efecto, antes de 1492 los guaraníes utilizaban la palabra yaguá para referirse a los distintos carnívoros o «fieras», pero ante la presencia de los feroces perros de combate traídos por los europeos el término guaraní yaguá pasó a significar solo 'perro' (actualmente se aplica este término en guaraní a cualquier perro), mientras que Panthera onca era el yaguá-eté, es decir: la fiera o animal feroz por antonomasia, siendo la más peligrosa de todas las que los integrantes de esa etnia conocían y a quien más temían. De allí surgió la denominación yaguareté, usada especialmente en los países del área guaranítica: Argentina y Paraguay, y de modo abreviado, yaguar, o por error en la pronunciación sobre textos no en castellano: jaguar con «j».
El primer componente de su designación taxonómica, Panthera, es un término latino derivado a su vez de la palabra griega πάνθηρ (leopardo, la especie tipo del género). Se ha dicho que esta palabra deriva de παν- «todo» y θήρ «bestia», aunque podría ser una etimología popular o que tuviera su origen en pundarikam (literalmente «animal amarillento»), la palabra sánscrita para «tigre».

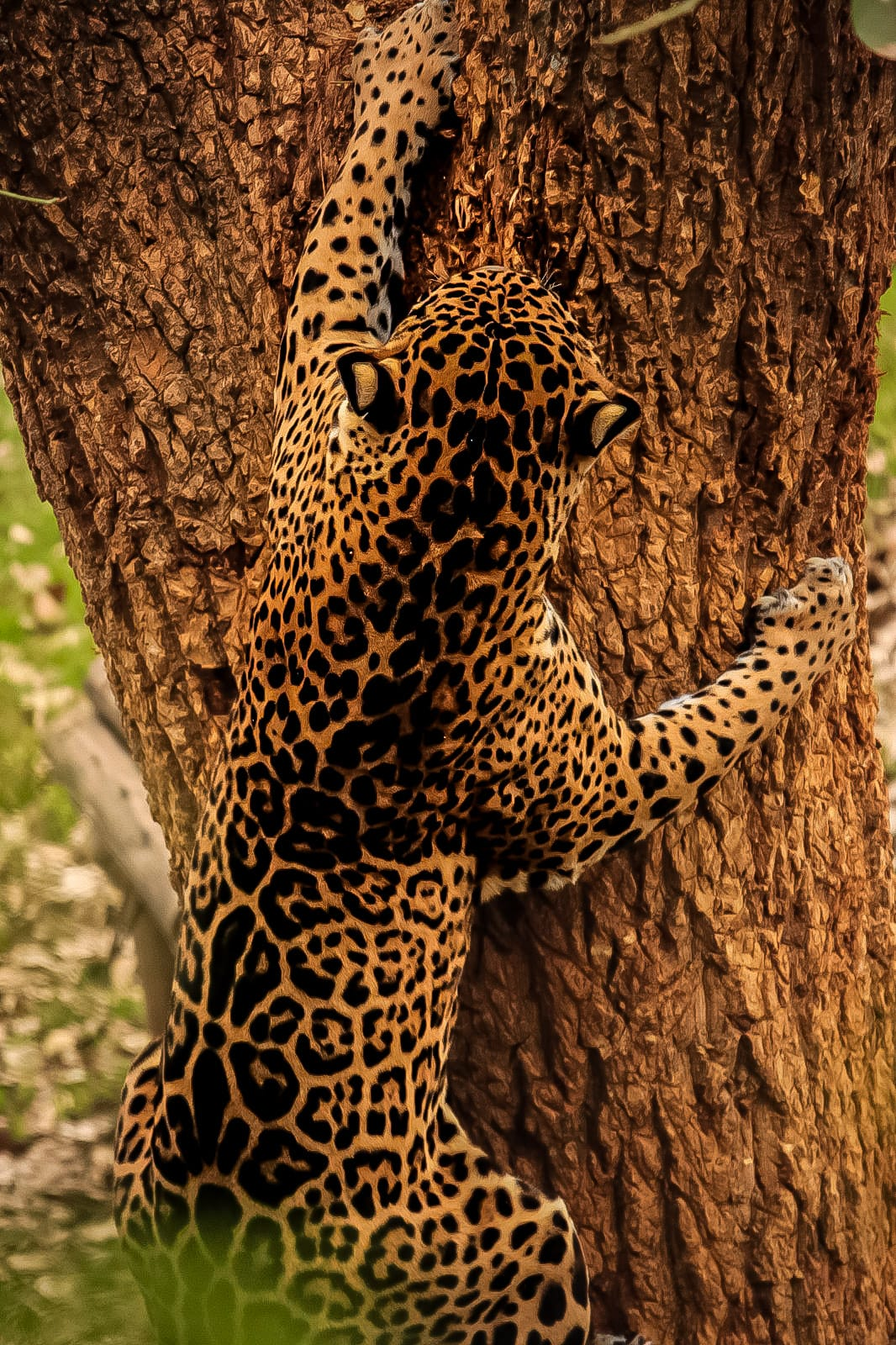

Onca proviene del portugués onça, con la cedilla sustituida por razones tipográficas, aunque en España se usa más habitualmente para la onza o leopardo de las nieves (Panthera uncia) y en Latinoamérica para el gato onza u ocelote. Deriva del latín lyncis, lince, que perdió la letra «L» al confundirse con el artículo definido (italiano lonza, francés antiguo l'once).

## Taxonomía
|  | Neofelis nebulosa - pantera nebulosa         |
|  |                                              |
|  | Neofelis diardi - pantera nebulosa de Borneo |
|  |                                              |

|  | Panthera tigris - tigre                 |
|  |                                         |
|  | Panthera uncia - leopardo de las nieves |
|  |                                         |

|  | Panthera leo - león        |
|  |                            |
|  | Panthera onca              |
|  |                            |
|  | Panthera pardus - leopardo |
|  |                            |

|  | Panthera tigris - tigre                 |
|  |                                         |
|  | Panthera uncia - leopardo de las nieves |
|  |                                         |

|  | Panthera leo - león        |
|  |                            |
|  | Panthera onca              |
|  |                            |
|  | Panthera pardus - leopardo |
|  |                            |

|  | Neofelis nebulosa - pantera nebulosa         |
|  |                                              |
|  | Neofelis diardi - pantera nebulosa de Borneo |
|  |                                              |

|  | Panthera tigris - tigre                 |
|  |                                         |
|  | Panthera uncia - leopardo de las nieves |
|  |                                         |

|  | Panthera leo - león        |
|  |                            |
|  | Panthera onca              |
|  |                            |
|  | Panthera pardus - leopardo |
|  |                            |

|  | Panthera tigris - tigre                 |
|  |                                         |
|  | Panthera uncia - leopardo de las nieves |
|  |                                         |

|  | Panthera leo - león        |
|  |                            |
|  | Panthera onca              |
|  |                            |
|  | Panthera pardus - leopardo |
|  |                            |

Panthera onca, es el único miembro del género Panthera existente en la actualidad en el Nuevo Mundo. Pruebas de ADN muestran que esta especie, el león (Panthera leo), el tigre (Panthera tigris), el leopardo (Panthera pardus), el leopardo de las nieves (Panthera uncia), y la pantera nebulosa (Neofelis nebulosa) comparten un antepasado común, y que este grupo tiene una edad de entre 6 y 10 millones de años; el registro fósil indica que la aparición de Panthera se produjo hace entre 2 y 3,8 millones de años. Generalmente los estudios filogenéticos han demostrado que la pantera nebulosa es la especie basal de este grupo. La posición de las especies restantes varía entre diversos estudios y en la práctica permanece sin resolver.
Basándose en pruebas morfológicas, el zoólogo británico Reginald Pocock llegó a la conclusión de que el pariente más cercano a Panthera onca era el leopardo. Sin embargo, las pruebas de ADN no son concluyentes y su posición en relación con otras especies varía de un estudio a otro. Fósiles de especies extintas de Panthera, como por ejemplo el jaguar europeo (Panthera gombaszoegensis) y el león americano (Panthera leo atrox), presentan características propias tanto del león como de Panthera onca. El análisis del ADN mitocondrial de Panthera onca indica que el linaje de la especie se remonta a entre hace 280 000 y 510 000 años, por lo tanto es más moderna de lo que sugiere el registro fósil.

### Subespecies

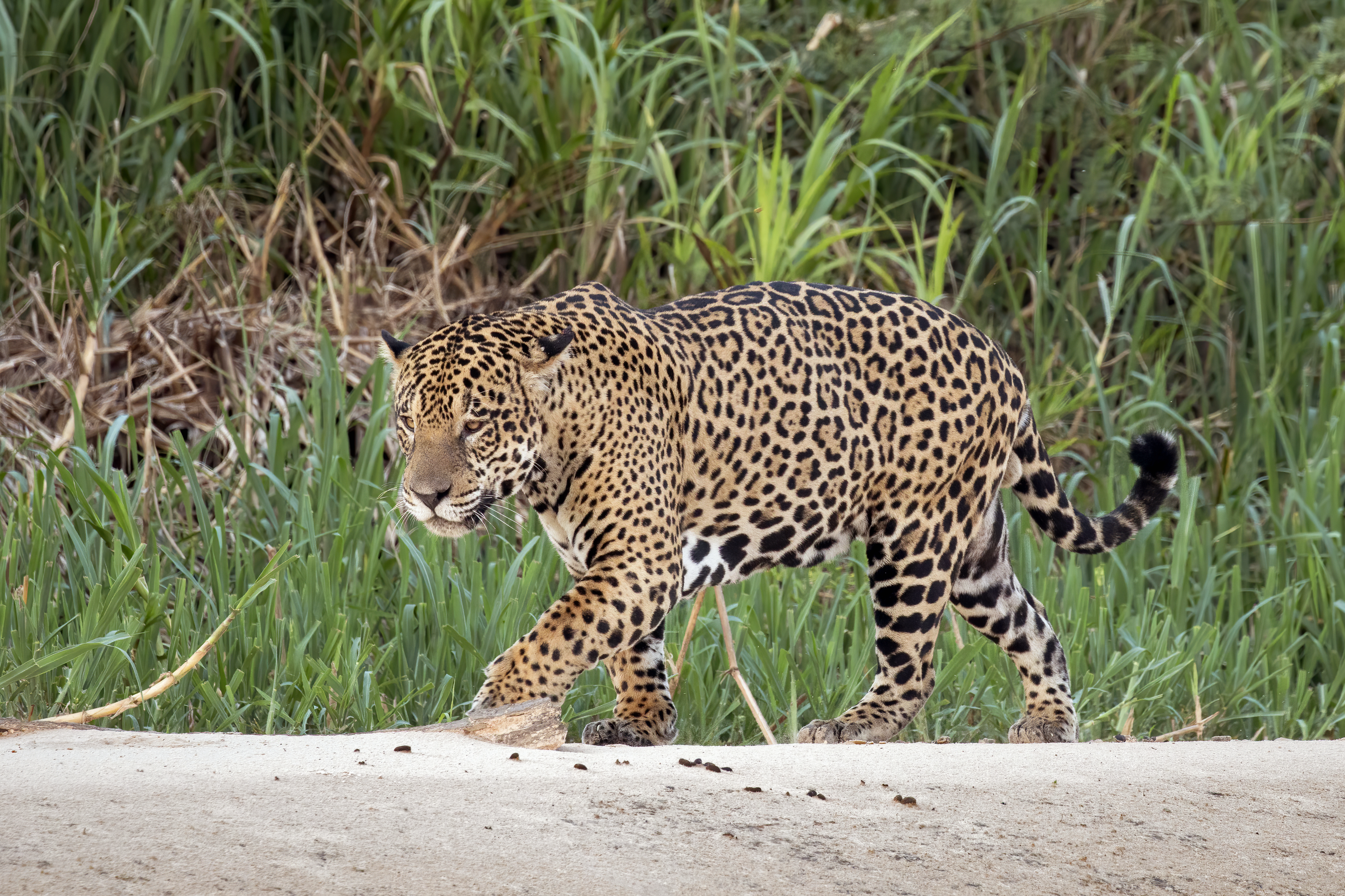
Aunque se han reconocido numerosas subespecies de Panthera onca, investigaciones recientes apuntan a que solo hay tres.

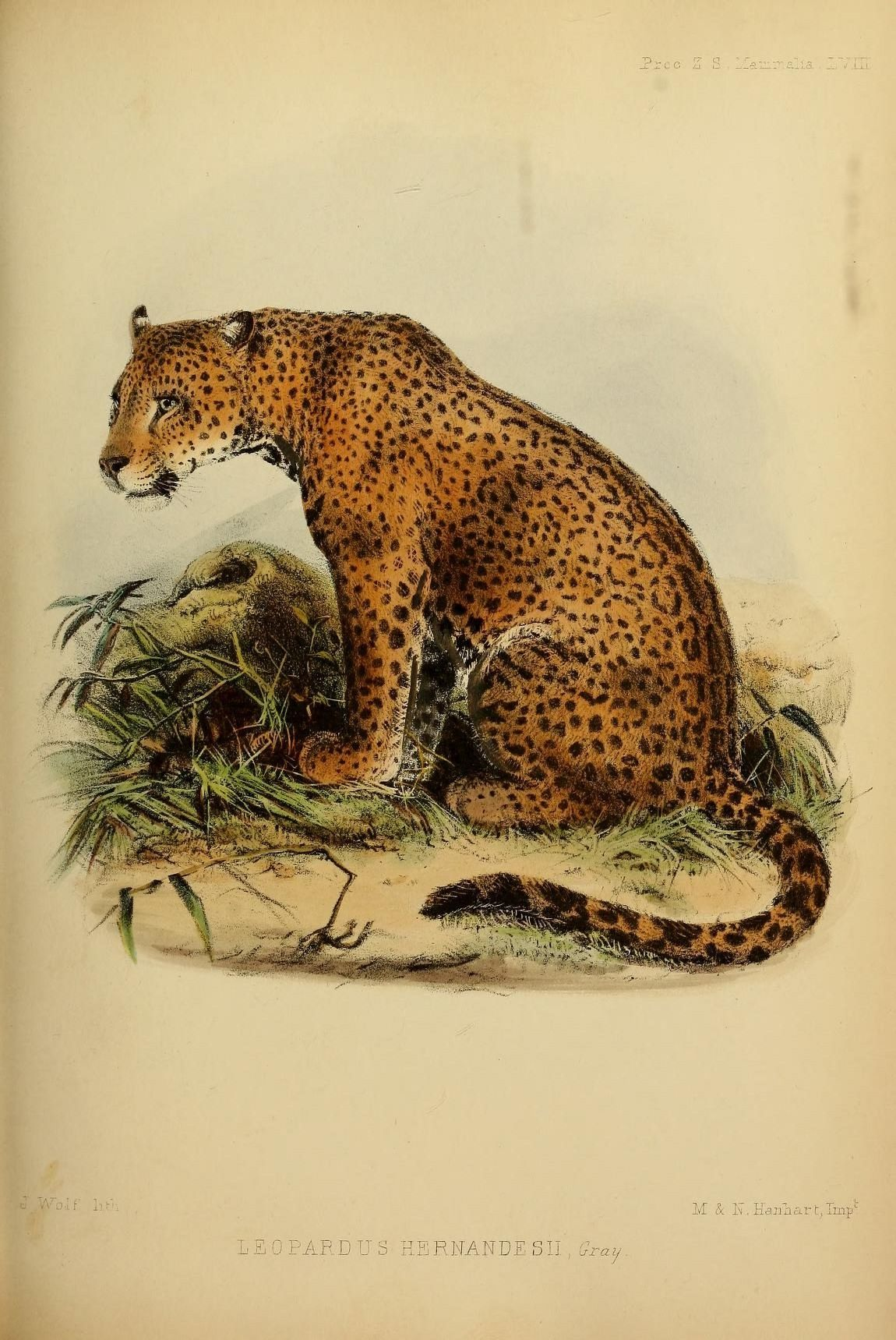
P. onca hernandesii.

La última descripción taxonómica de las subespecies de Panthera onca fue realizada por Pocock en 1939. Basándose en los orígenes geográficos y la morfología craneal, reconoció ocho subespecies, aunque no disponía de suficientes especímenes como para evaluarlas de manera crítica, y mostró sus dudas sobre el estatus de algunas de ellas. Sin embargo la división en subespecies de Pocock todavía se utiliza habitualmente en descripciones generales de este félido.
Seymour relaciona ocho subespecies reconocidas:
1. P. onca arizonensis † (Goldman, 1932), sur de Arizona a Sonora, México.
2. P. onca centralis (Mearns, 1901), Panamá y norte de Colombia.
3. P. onca goldmani (Mearns, 1901), península de Yucatán a Belice y Guatemala.
4. P. onca hernandesii (J. E. Gray, 1857), centro y oeste de México.
5. P. onca onca (Lineo, 1758): entre las cuencas del río Orinoco y el Amazonas.
6. P. onca paraguensis (Hollister, 1914), sur de Brasil hasta la Pampa central de Argentina, incluyendo además a Paraguay y parte de Uruguay.
7. P. onca peruviana (de Blainville, 1843), bosque tropical de Tumbes (costa) Perú y Ecuador.
8. P. onca veraecruscis (Nelson y Goldman, 1933), Texas central al sudeste de México.

En la obra Mammal Species of the World y en el Sistema Integrado de Información Taxonómica (ITIS) se reconocen nueve subespecies, las ocho citadas y además P. onca palustris (Ameghino, 1888).
Panthera onca cuenta con dos subespecies extintas: Panthera onca augusta y Panthera onca mesembrina, ambas del Pleistoceno, habitaban América desde la Patagonia (incluido Chile) hasta Estados Unidos, a estas dos subespecies se une Panthera onca arizonensis que fue erradicada en tiempos modernos. 

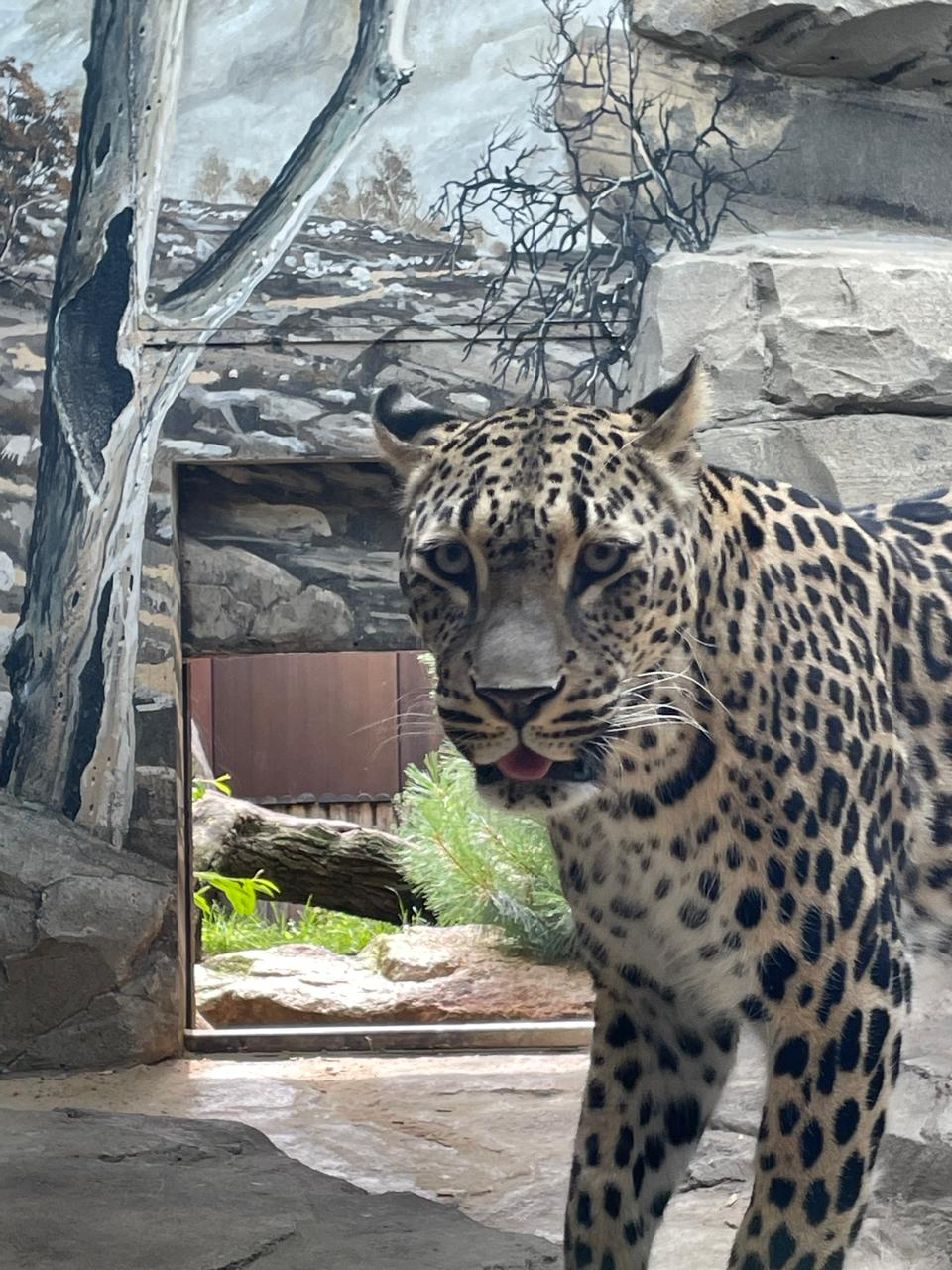
Jaguar

Evaluaciones posteriores sugieren que solo se tendrían que reconocer tres subespecies: P. onca onca, P. onca hernandesii y P. onca paraguensis, y estudios recientes tampoco han conseguido encontrar pruebas que sustenten subespecies claramente definidas, y ya no las reconocen. Larson (1997) estudió la variación morfológica en Panthera onca y demostró que hay una variación clinal norte-sur, pero también que la diferenciación dentro de las presuntas subespecies es mayor que la que hay entre ellas, y que por lo tanto no apoya una división en subespecies. Un estudio genético de Eizirik y otros colaboradores en 2001 confirmó la ausencia de una estructura geográfica de subespecie clara, a pesar de que encontraron que las grandes barreras geográficas, como por ejemplo el río Amazonas, limitaban el intercambio de genes entre las diferentes poblaciones. Un detallado estudio realizado posteriormente también mostró un flujo genético entre subespecies y una heterogeneidad relativamente baja.

### Subpoblaciones
Lo que si se conocen son subpoblaciones diferenciadas geográficamente de jaguares. Ya que un artículo publicado en la Cambridge University Press, presentó un estudio de identificando 34 subpoblaciones de Panthera onca y su nivel de peligro de extinción. Actualmente son 34 las subpoblaciones descritas, y estas son:
1. Pacífico mexicano (EN)
2. Sierra de Tamaulipas (CR)
3. Golfo de México (CR)
4. Selva Maya (EN)
5. Montañas Maya (EN)
6. Caribe hondureño (CR)
7. Misquito hondureño (CR)
8. Indio-Maíz Tortuguero (CR)
9. Talamanca (CR)
10. Península Osa (CR)
11. Panamá central (CR)
12. Choco biogeográfico (EN)
13. Paramillo-San Lucas (CR)
14. Sierra Nevada de Santa Marta (CR)
15. Serranía de Perijá-Catatumbo (CR)
16. Santa Helena-Guayas (CR)
17. Amazonia (LC)
18. Maranhao-Babacu (CR)
19. Nascentes Parnaiba (EN)
20. Boqueriao da Onca (CR)
21. Sierra de Capibara (CR)
22. Chapada Diamantina (CR)
23. Araguia (EN)
24. Goias y Tocantins (EN)
25. Sertao Veredas Peruacu (CR)
26. Mato Grosso (EN)
27. Chapada dos Guimaraes (CR)
28. Emas (CR)
29. Espinhaco de Minas (CR)
30. Sooretama (CR)
31. Mantiqueria-Rio Doce (CR)
32. Pontal do Paranapanema (CR)
33. Serra do Mar (CR)
34. Iguazú (CR)

## Biología y comportamiento

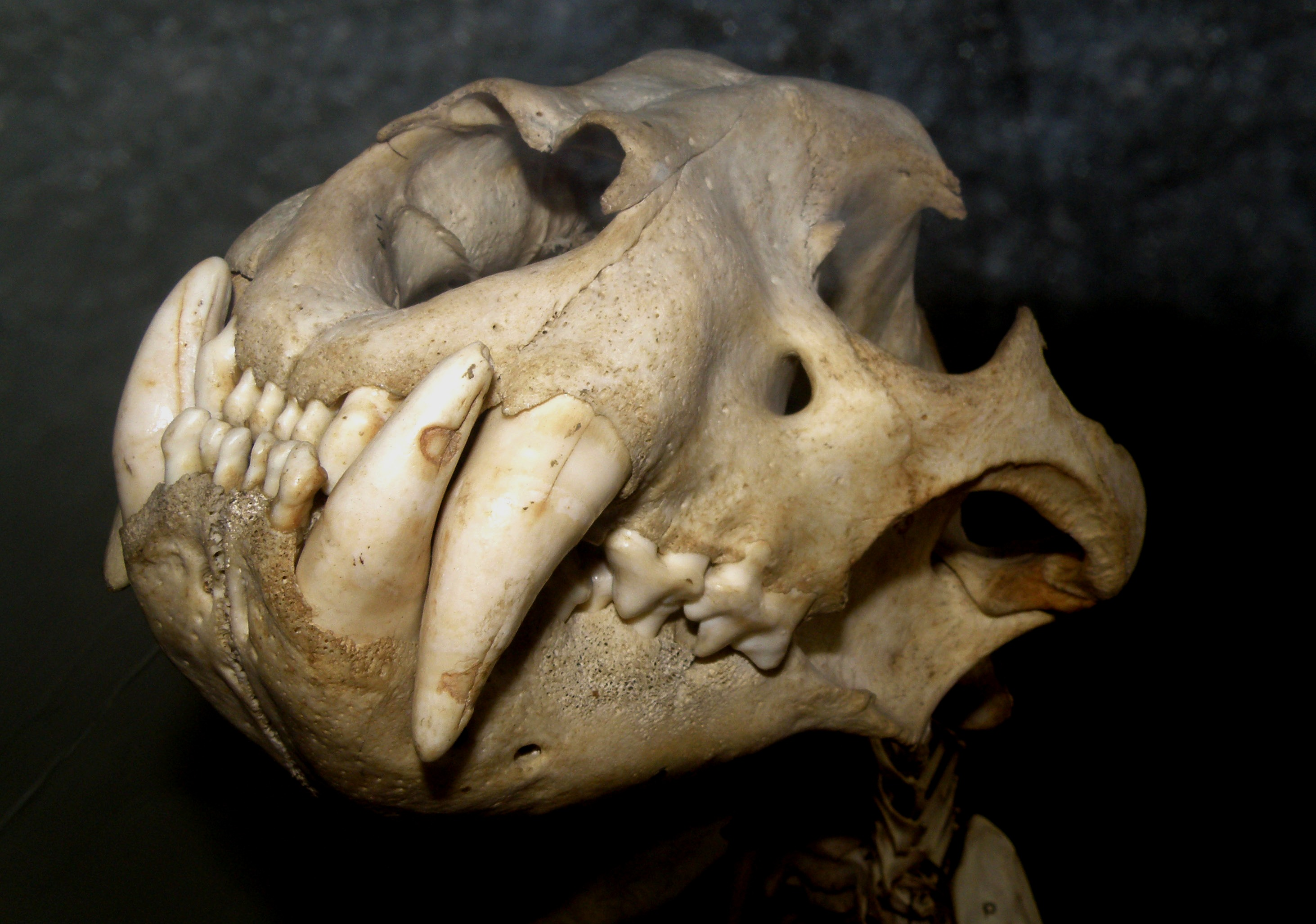
Cráneo de un ejemplar de yaguareté austral (Panthera onca palustris).

### Descripción

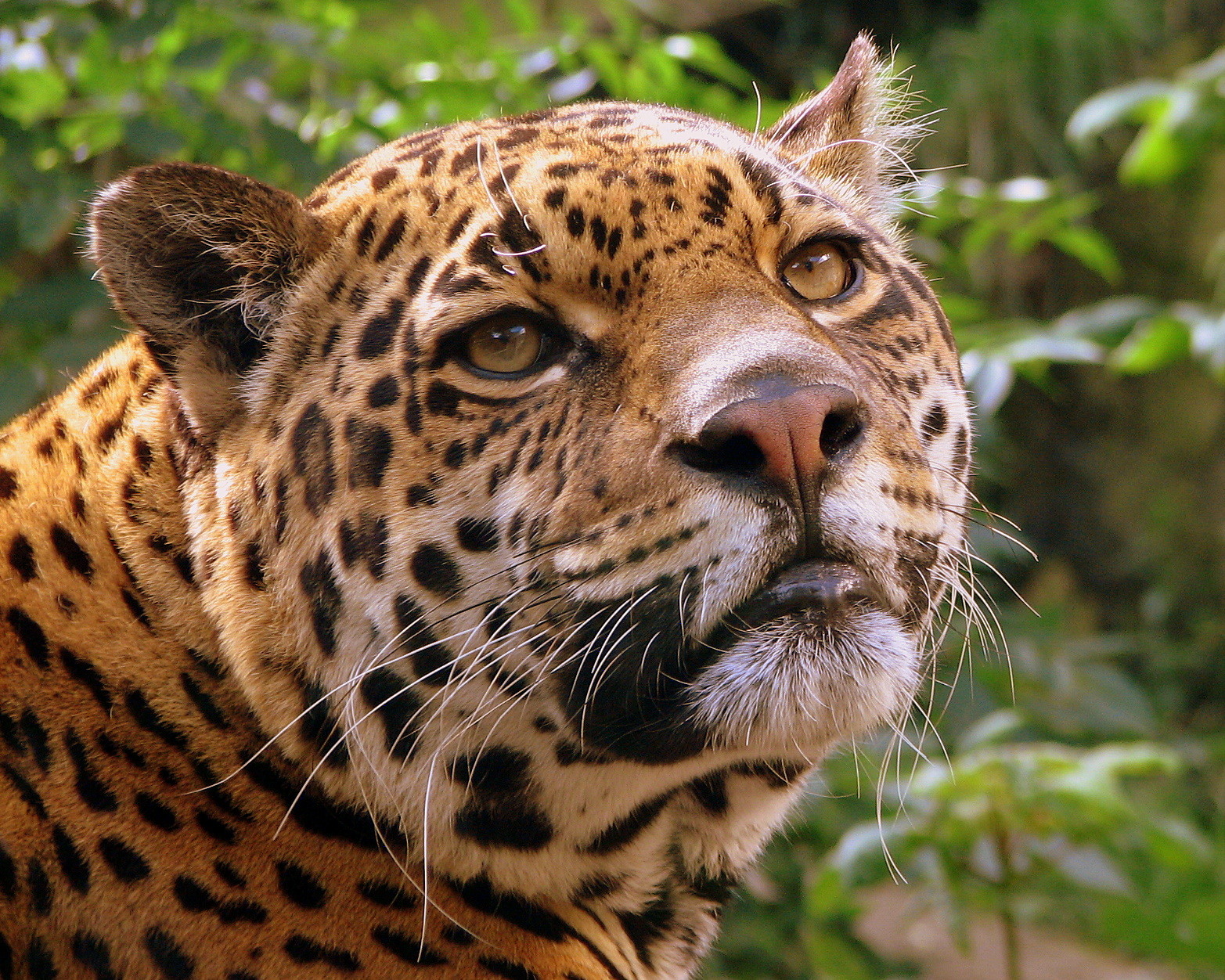
Su cabeza es robusta y sus mandíbulas extremadamente potentes. Su tamaño tiende a incrementarse cuanto más al sur se localicen.

Panthera onca es el mayor félido de América. Es un animal robusto y musculoso que presenta variaciones significativas en cuanto al tamaño, con un peso que oscila normalmente entre 56 y 96 kilogramos, aunque hay registros de machos más grandes, de hasta 160 kg (aproximadamente como una tigresa o una leona), y por el contrario los más pequeños pueden tener un peso tan bajo como 36 kg. Las hembras suelen ser un 10-20 % más pequeñas que los machos. La longitud de este félido varía entre 162 y 183 cm y la cola puede añadir unos 75 cm más. Su altura hasta los hombros o la cruz es de unos 67-76 cm. Su cabeza es voluminosa y con una mandíbula prominente; el color de sus ojos varía de un tono amarillo oro a un amarillo verdoso y sus orejas son relativamente pequeñas y redondeadas.
Se han observado variaciones en su tamaño en diferentes regiones y hábitats, mostrando un incremento de tamaño cuanto más al sur se localicen. Un estudio realizado en la Reserva de la Biosfera de Chamela-Cuixmala, en la costa mexicana del Pacífico, mostró que en esa zona pesaban tan solo entre 30-50 kg, aproximadamente el peso del puma, mientras que un estudio en la región brasileña del Pantanal mostraba un peso medio de 100 kg, a menudo con pesos de 135 kg o más en machos viejos. Los ejemplares que habitan en forestas a menudo son más oscuros y bastante más pequeños que los que viven en áreas abiertas (el Pantanal es una cuenca de zonas húmedas abierta), posiblemente debido al menor número de grandes presas herbívoras en las zonas boscosas.
La estructura corta y robusta de sus miembros hace que sea muy hábil a la hora de escalar, arrastrarse y nadar. La cabeza es robusta y la mandíbula extremamente potente; se ha sugerido que posee el mordisco más potente de todos los félidos y el segundo más potente de todos los mamíferos (tras la hiena manchada); esta potencia es una adaptación que le permite incluso perforar caparazones de tortugas. Un estudio comparativo de la potencia de mordisco ajustado según la medida corporal lo situó como el primero de los félidos, junto con la pantera nebulosa, y por delante del león y el tigre.

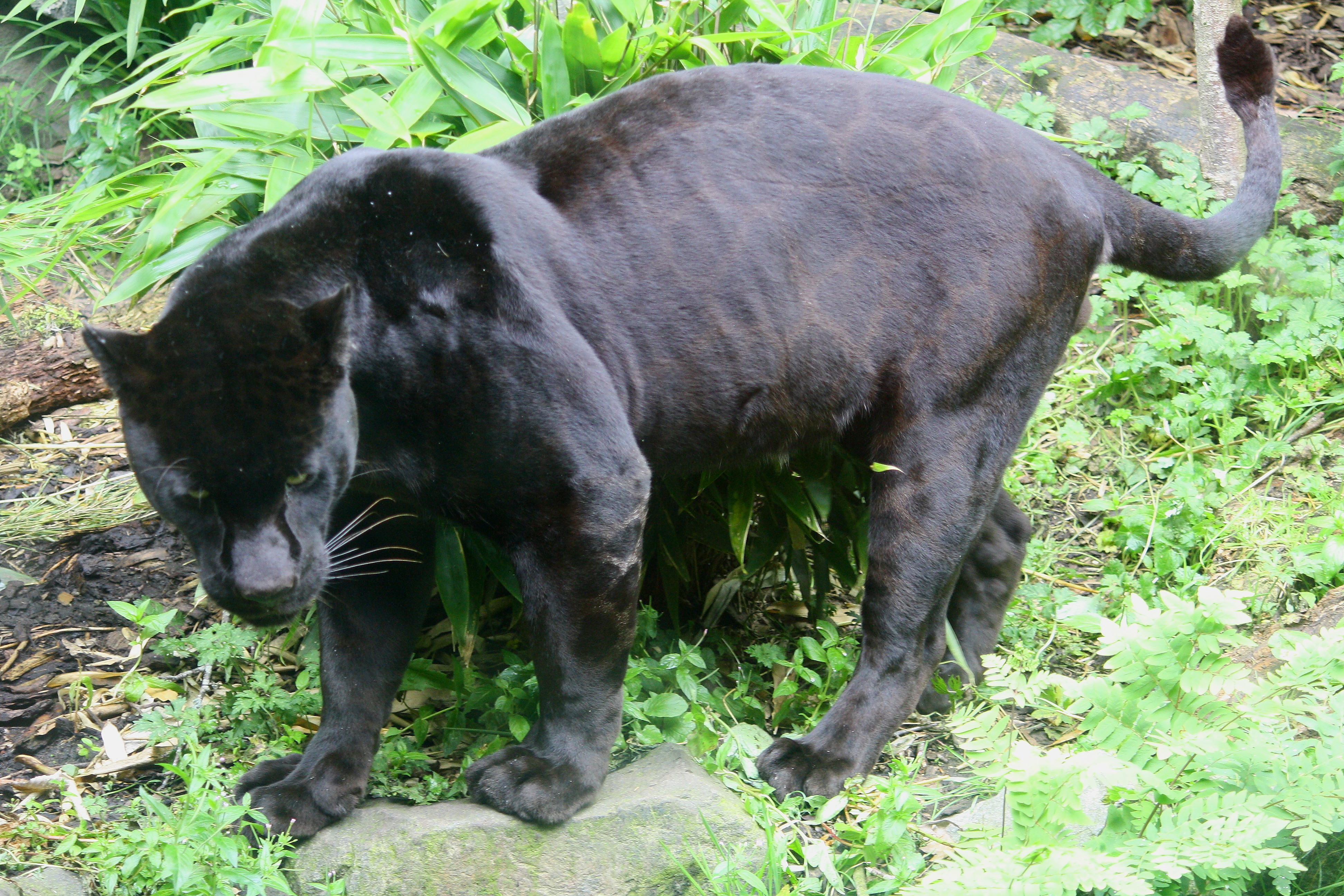
El melanismo es el resultado de un alelo dominante y un fenómeno relativamente habitual en esta especie.

Un ejemplar adulto puede arrastrar 8 metros un toro de 360 kilogramos entre sus mandíbulas y pulverizar los huesos más duros, o arrastrar a una tortuga de mar de 34 kg a lo largo de más de 90 m en la profundidad de un bosque. Puede cazar animales salvajes que pesan hasta 300 kg en el interior de una selva densa y su físico corto y robusto es una adaptación a sus presas y ambiente.
La base de su pelaje suele ser de un color entre amarillo pálido y castaño rojizo. La piel está cubierta de unas manchas en forma de rosa para camuflarse en su hábitat selvático. Las manchas pueden variar en la piel de un mismo animal y entre diferentes ejemplares: las rosetas pueden incluir una o más manchas y la forma de las manchas varía. Las de la cabeza y el cuello son generalmente sólidas, igual que las de la cola, donde se pueden unir para formar una banda. La región ventral, el cuello y la superficie exterior de las patas y los flancos inferiores son blancos.
En la especie se produce con relativa frecuencia un exceso de pigmentación conocido como melanismo. La condición melanística es menos común que la manchada (se da en aproximadamente un 6 % de la población) y es el resultado de un alelo dominante. Los ejemplares con melanismo parecen totalmente negros, aunque se pueden apreciar las manchas si se los mira de cerca. Los ejemplares con melanismo son conocidos informalmente como «panteras negras», pero no constituyen una especie distinta, ni siquiera una subespecie. Igual que en los demás grandes félidos, en raras ocasiones aparecen individuos albinos, denominados «panteras blancas».
Aunque es muy semejante físicamente al leopardo (Panthera pardus), Panthera onca es más robusto y pesado y se pueden distinguir por sus manchas: las rosetas en la piel de este último son más grandes, menores en número, suelen ser más oscuras y tienen líneas más gruesas y manchas pequeñas en el centro, que el leopardo no tiene. También tiene una cabeza más redondeada y unas patas más cortas y robustas que el leopardo.

### Reproducción y ciclo vital

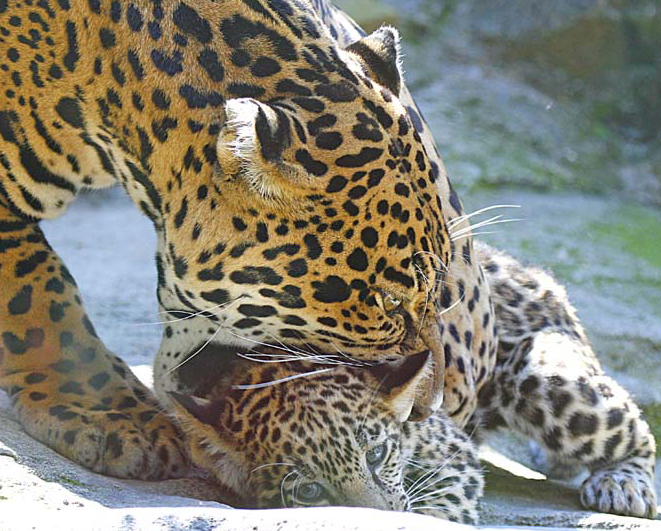
Madre a punto de asir a una cría por el cuello.

Las hembras alcanzan la madurez sexual aproximadamente entre los 12 y 24 meses de edad y los machos entre los 24 y 36 meses. Se cree que en estado salvaje se aparean durante todo el año, aunque el número de nacimientos se incrementa durante la estación lluviosa, cuando las presas son más abundantes. Investigaciones realizadas con machos en cautividad apoya la hipótesis de que se emparejan durante todo el año, sin variaciones estacionales en las características del semen y la calidad eyaculatoria; también se ha observado un éxito reproductivo reducido en cautividad. El celo de la hembra dura 6-17 días de un ciclo completo de 37 días; las hembras indican que son fértiles con marcas odoríferas urinarias y una mayor vocalización. Durante el cortejo ambos sexos cubren un territorio más amplio del habitual.
Las parejas se separan después del coito y las hembras se encargan del cuidado de los cachorros. El periodo de gestación dura entre 93 y 105 días; las hembras paren habitualmente 2 crías, aunque el número puede oscilar entre 1 y 4. La madre no tolera la presencia de machos después del nacimiento de las crías, por el riesgo de canibalismo infantil; este comportamiento también se observa en el tigre.
Las crías nacen ciegas e indefensas y dependen por completo de su madre; empiezan a ver después de dos semanas. Los cachorros son destetados a la edad de 3 meses, pero permanecen en la madriguera donde han nacido hasta los 5 o 6 meses, momento en el que empiezan a salir para acompañar a la madre cuando va de caza. Permanecen en compañía de la madre durante 1 o 2 años antes de abandonarla para establecer su propio territorio. Los machos jóvenes son inicialmente nómadas, enfrentándose con ejemplares más viejos hasta que consiguen hacerse con un territorio. Se estima que su longevidad típica en libertad es de unos 11-12 años; en cautividad puede vivir hasta 25 años, habiéndose registrado incluso una hembra que alcanzó los 32 años, lo que lo sitúa entre los félidos más longevos.

### Comportamiento
Como la mayoría de los félidos, es un animal solitario (exceptuando el conjunto madre-cachorros). Por lo general los adultos solo se encuentran para el cortejo y el apareamiento (aunque se han constatado casos anecdóticos de socialización) y suele establecer un amplio territorio y defenderlo. En el caso de las hembras estos territorios, que miden entre 25 y 40 km², pueden superponerse, pero los animales suelen evitarse entre ellos. Los de los machos cubren aproximadamente el doble de superficie, con una extensión que varía según la disponibilidad de presas y espacio, y no se superponen. Utilizan vocalizaciones, arañazos en los árboles, orina y heces para marcar su territorio.
Como los demás miembros del género Panthera, y a diferencia del resto de félidos, Panthera onca es capaz de rugir, gracias a su alargada y especialmente adaptada laringe y su unión al hueso hioides. El macho ruge más fuerte, y lo hace habitualmente para advertir o disuadir a posibles competidores por el territorio y las hembras; en estado salvaje se han observado intensas competencias de rugidos entre individuos. Su rugido a menudo se asemeja a una tos repetitiva; también pueden vocalizar maullidos y gruñidos. Se producen combates entre machos por las hembras, pero son raros, y en estado salvaje se ha observado una tendencia a evitar los enfrentamientos; cuando estos ocurren suelen ser conflictos territoriales: el territorio de un macho puede abarcar el de dos o tres hembras, y no tolerará intrusiones de otros machos adultos.
A menudo se le describe como un animal nocturno, pero más específicamente es crepuscular (su mayor actividad se desarrolla al amanecer y a la puesta del sol). Ambos sexos cazan, pero los machos se desplazan más que las hembras, en consonancia con su territorio más amplio. Tiene unos ojos relativamente grandes, situados para proporcionar visión binocular y una notable visión en la oscuridad, gracias a una membrana reflectante (tapetum lucidum) que concentra la luz en el campo focal de la retina; su olfato está muy bien desarrollado y puede detectar el olor de sus presas a grandes distancias. Puede cazar de día si hay presas disponibles, y es un félido relativamente enérgico, puesto que pasa hasta un 50-60 % de su tiempo activo. Su naturaleza evasiva y lo inaccesible de gran parte de su hábitat habitual hacen que sea un animal muy difícil de observar, y todavía más de estudiar.

### Caza y dieta

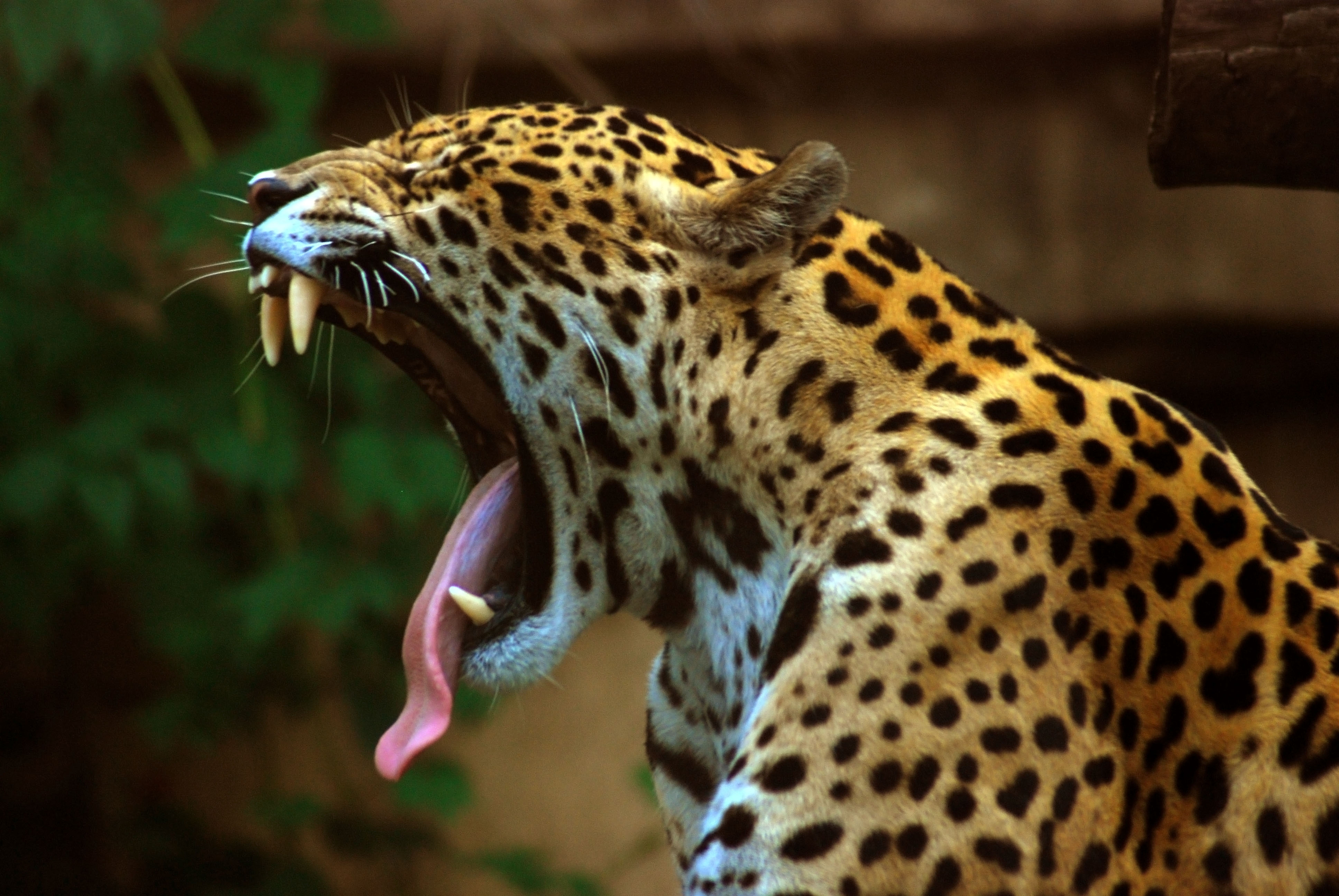
Tiene un mordisco excepcionalmente potente, incluso en relación con otros grandes félidos, lo que le permite perforar los caparazones de reptiles acorazados.

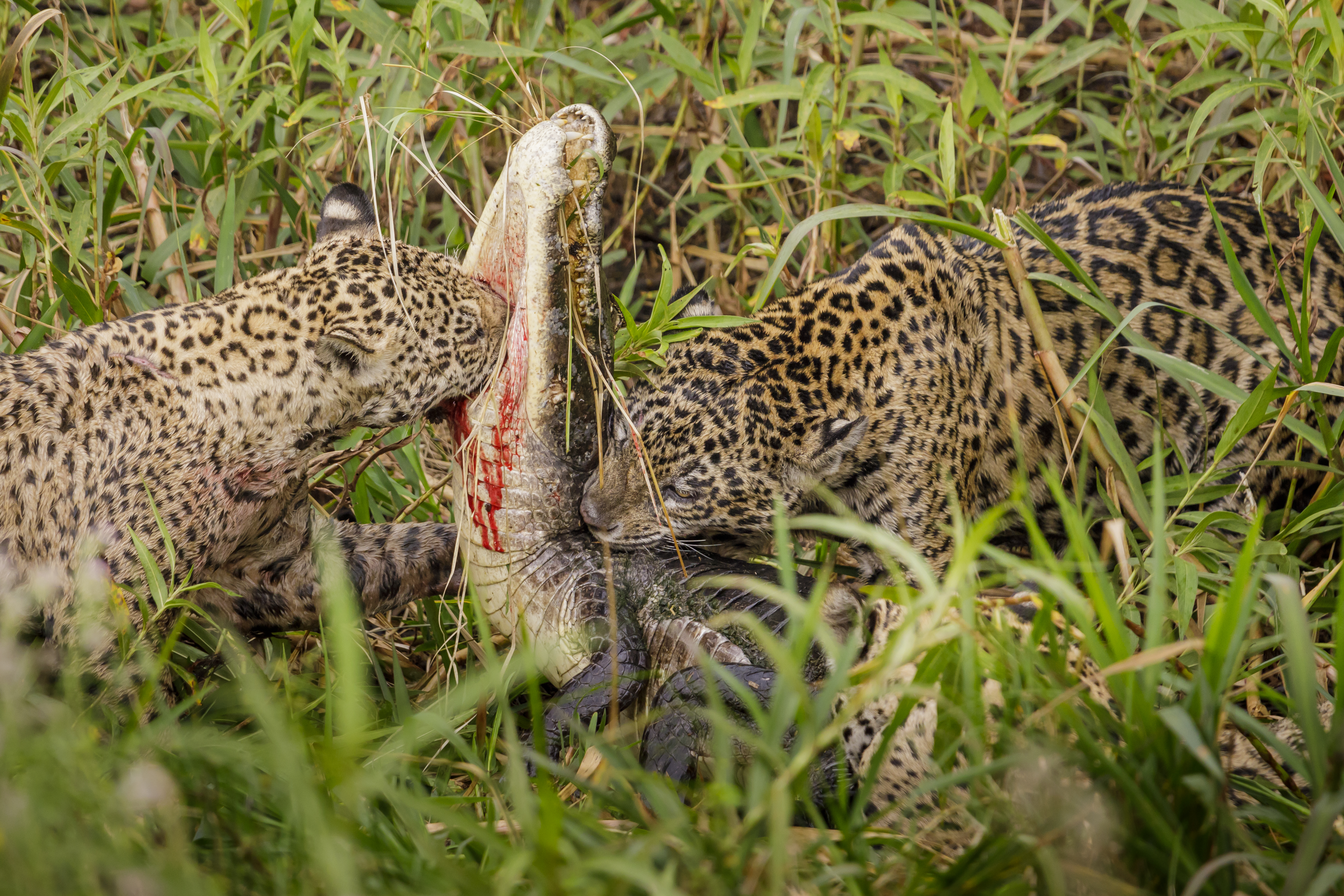
Jaguares comiendo un caimán en el Parque estatal Encontro das Águas en Mato Grosso, Brasil.

Al igual que el resto de los félidos, es un carnívoro estricto, esto es, que se alimenta exclusivamente de carne. Es un cazador solitario y oportunista y su dieta abarca más de 80 especies diferentes. Prefiere presas grandes, fundamentalmente mamíferos diurnos, como capibaras, tapires, pecaríes y en ocasiones ciervos, pero también caza caimanes e incluso anacondas adultas, aunque incluye entre sus presas prácticamente de todas las especies pequeñas que pueda capturar, como ranas, agutíes, aves grandes, peces, puercoespines o tortugas; un estudio llevado a cabo en la Reserva natural de Cockscomb de Belice reveló que los ejemplares que vivían en la zona tenían una dieta compuesta principalmente por armadillos y pacas. En algunas zonas, como Brasil y Venezuela, en su hábitat natural también se cría ganado, por lo que algunos individuos pueden especializarse en la captura de animales domésticos.
Aunque utiliza la técnica de asestar un mordisco profundo en el cuello para provocar la asfixia en sus presas, típica del género Panthera, prefiere un método de matar único entre los félidos (especialmente con el capibara): muerde directamente los huesos temporales del cráneo entre las orejas de las presas con sus colmillos, perforándolos hasta alcanzar el cerebro. Esta técnica podría ser el resultado de una adaptación para abrir los caparazones de las tortugas: después de las extinciones del Pleistoceno superior, los reptiles acorazados como las tortugas se habrían convertido en la base de presas abundantes para el jaguar. Una vez que rompe el caparazón, simplemente mete la pata dentro y extrae la carne. El mordisco en el cráneo lo utiliza con los mamíferos en particular; con reptiles como los caimanes, puede saltar sobre la espalda de la presa e inmovilizarla partiéndole las vértebras cervicales. Con presas como los perros, asestar un zarpazo para aplastarles el cráneo puede resultar suficiente.

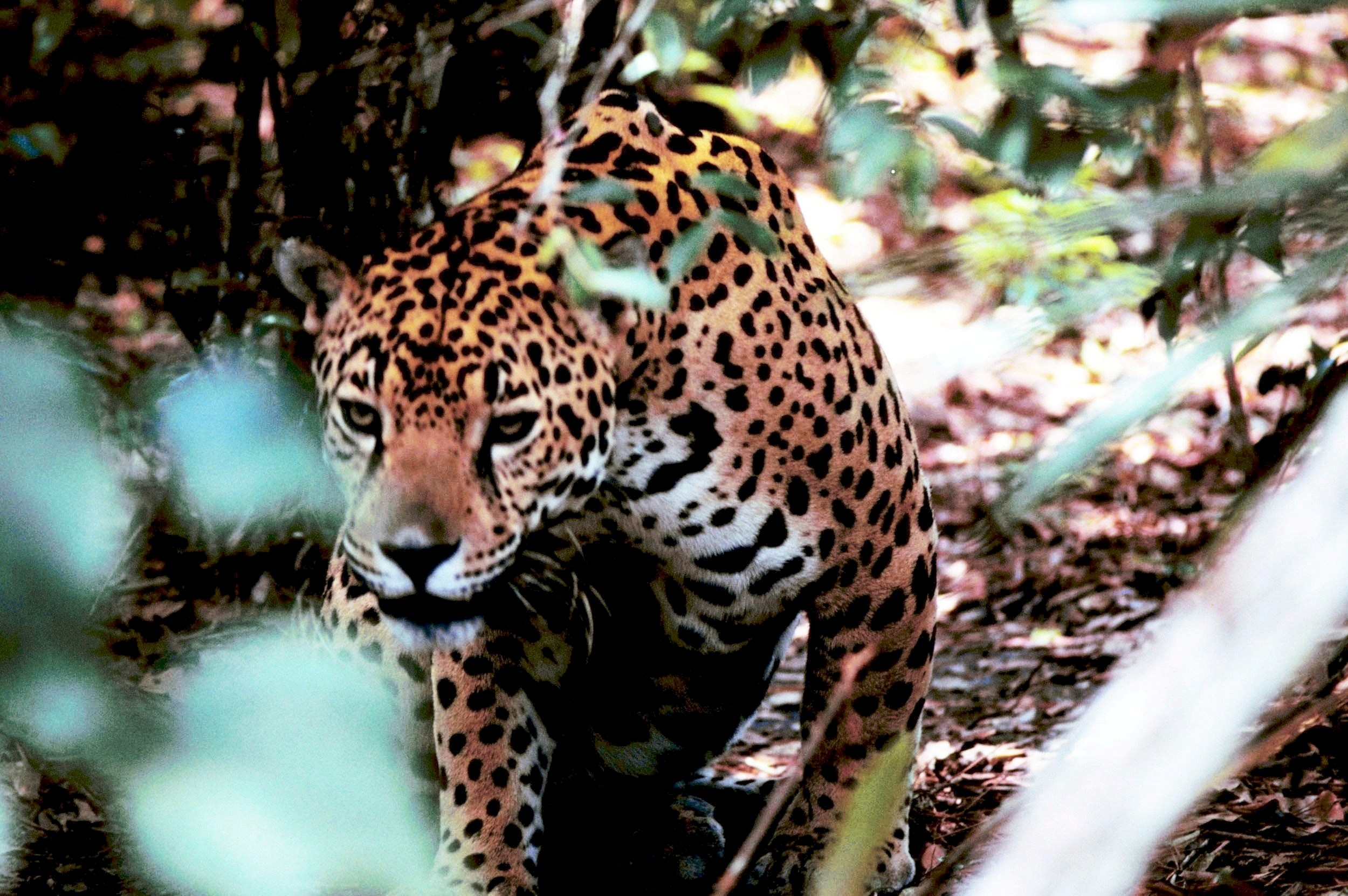
Este félido caza generalmente tendiendo emboscadas.

Es un cazador más dado a preparar emboscadas que a la persecución. Se desplaza sigilosamente por caminos del bosque, escuchando y acechando la presa antes de lanzarse sobre ella o prepararle una emboscada. Ataca desde su escondrijo con un salto rápido, habitualmente desde un punto ciego del objetivo; la capacidad de emboscada de esta especie está considerada casi sin parangón en el mundo animal tanto por los indígenas como por los investigadores de campo, y son probablemente producto de su papel como superpredador en distintos entornos. La emboscada puede incluir saltar dentro del agua para perseguir la presa, pues es capaz de llevar una de buen tamaño nadando; su fuerza es tal que puede cargar con cadáveres tan grandes como el de un novillo hasta lo alto de un árbol que sobresalga del nivel del agua.
Después de matar a la presa, la arrastra entre la espesura o a un lugar escondido. Primero come el cuello y el pecho, en lugar de la parte central, sigue con el corazón y los pulmones y después las espalderas. Se estima la necesidad alimenticia de un ejemplar de 34 kg (en el extremo inferior del rango de pesos de la especie) en 1,4 kilogramos de comida al día. Para animales en cautividad de entre 50 y 60 kg, se recomiendan más de dos kilogramos de carne diarios. En la naturaleza, el consumo es naturalmente más errático; los félidos salvajes gastan una energía considerable para capturar y matar las presas y pueden consumir hasta 25 kg de carne de una vez, y después pasar periodos de inanición. A diferencia de las demás especies del género Panthera, no existe ningún registro de ataque sistemático a humanos y apenas hay casos documentados de jaguares atacando a humanos. La mayoría de los pocos casos de ataques a personas muestran que el animal atacante es o bien viejo, con los dientes dañados, o está herido. En ocasiones, si se asustan, los ejemplares en cautividad pueden arremeter contra los empleados del zoo.

## Ecología

### Distribución y hábitat

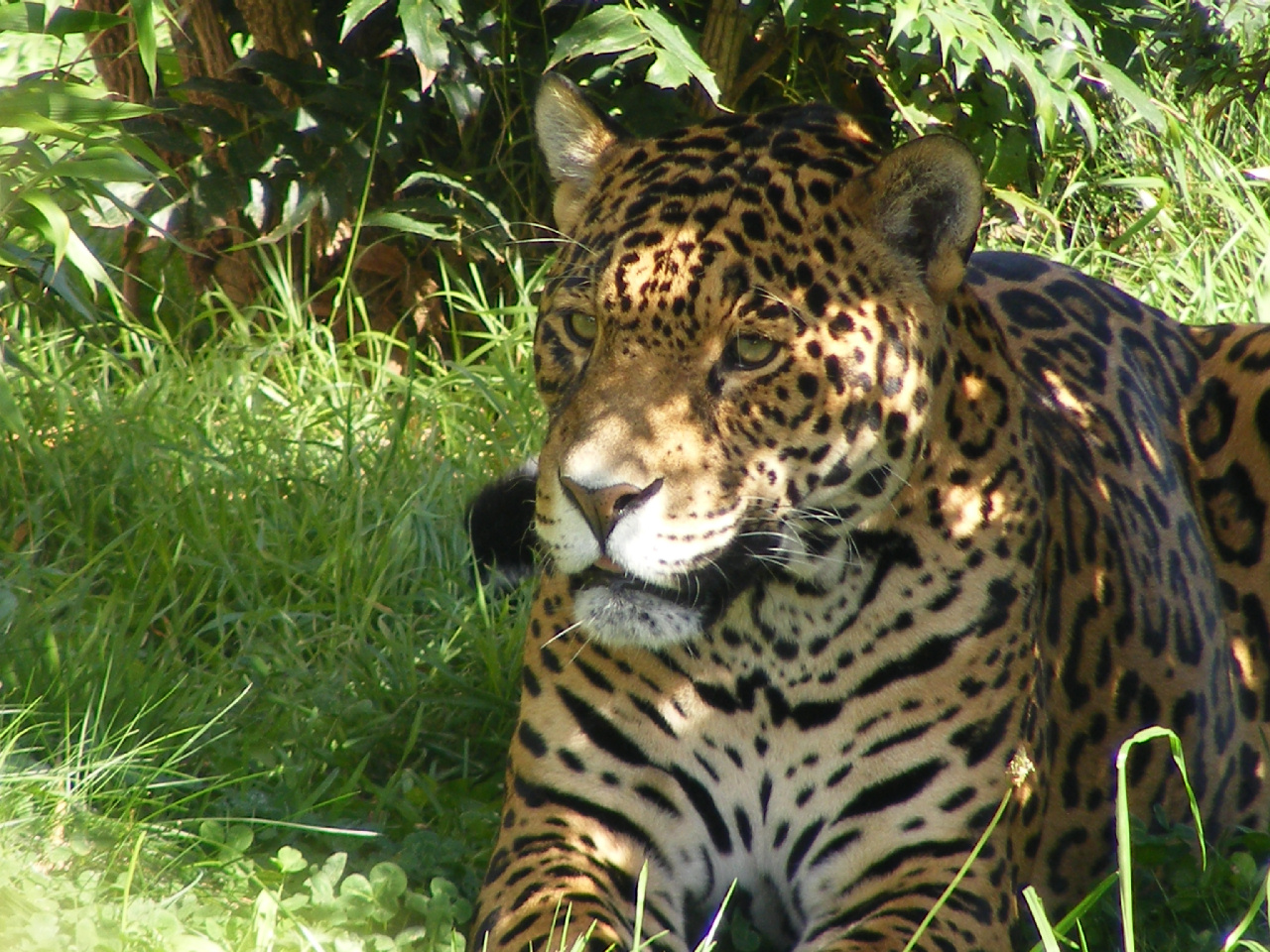
El jaguar puede vivir en una amplia variedad de hábitats boscosos o abiertos, y está estrechamente asociado a la presencia de agua.

Panthera onca.

Hay constancia sobre la presencia de Panthera onca en el registro fósil desde hace 2 millones de años, y ha sido un félido americano desde que atravesó el puente de Beringia durante el Pleistoceno; el antepasado inmediato de los animales modernos es Panthera onca augusta, que era de mayor tamaño que los existentes en la actualidad; las pruebas fósiles muestran ejemplares de Panthera onca de hasta 190 kg, mucho mayores que la media actual de este animal.
En el siglo XVIII y hasta casi mediados de siglo XIX, su área de distribución se extendía desde el actual sur de los Estados Unidos hasta el actual sur de Argentina (el límite sur se encontraba aproximadamente entre el río Negro y quizás muy esporádicamente el aún más austral Chubut en lo que hoy es la Patagonia argentina); sin embargo, en toda esa inmensa extensión latitudinal no habitó las zonas frías; especialmente no se le ha encontrado en zonas frías de altas montañas. El jaguar sobrevivió en el norte de la Patagonia argentina y el estrecho de Magallanes, Chile, hasta fines del siglo XIX y se extirpó de la región centro-sur de Chile durante el siglo XVII.Aunque es claro que el jaguar habitó hasta tiempos recientes el norte de la Patagonia en Río Negro ocurriendo al sur del río Colorado en 1756 de un ejemplar enorme y su límite máximo por ahora conocido sería el actual territorio del Chubut. Además, el arte rupestre aborigen hallado en algunas cuevas lo plasma más al sur inclusive en la provincia de Santa Cruz (estancia La Reconquista y estancia El Ceibo) sugiriendo que pudo haber abarcado gran parte de la Patagonia continental. Esto concordaría con el hallazgo de una mandíbula atribuida de un yaguareté en un sitio arqueológico cercano al estrecho de Magallanes.
Actualmente su distribución está muy fragmentada debido a la competencia con el hombre, quien ha provocado y sigue provocando extensos biomas moldeados por el grado de influencia humana en los cuales se extingue la fauna silvestre. El área de distribución actual (ca. 2015) de Panthera onca se extiende desde el extremo sur del estado de Arizona en el sudoeste de los Estados Unidos, a través de América Central, hasta el norte de Argentina, incluida la mayor parte de la Amazonia brasileña. Los países en los que aún sobreviven ejemplares silvestres de esta especie son: Argentina, Belice, Bolivia, Brasil, Colombia, Costa Rica, Ecuador, Estados Unidos, Guatemala, Guayana Francesa, Guyana, Honduras, México, Nicaragua, Panamá, Paraguay, Perú, Surinam y Venezuela. Actualmente ha sido extirpado en El Salvador y Uruguay. Se encuentra en muchas reservas naturales a lo largo de su ámbito de distribución, pero solo el 34,8 % de su rango de distribución actual se encuentra bajo alguna figura de protección.
La inclusión de los Estados Unidos en su área de distribución se basa en observaciones ocasionales en el suroeste, particularmente en Arizona, Nuevo México y Texas. A principios de la década de 1900, se lo podía ver tan al norte como el Gran Cañón y tan al oeste como el Sur de California. En 2004, agentes de medio ambiente de Arizona fotografiaron y documentaron ejemplares de Panthera onca en la parte meridional del estado y en febrero de 2009 se capturó un ejemplar de unos 54 kg, al que se le colocó un collar de seguimiento por radio y fue liberado al suroeste de Tucson; esta captura se produjo más al norte de lo que se había considerado anteriormente, lo que representa una señal de que podría haber una población reproductiva permanente al sur de Arizona. Posteriormente se confirmó que el animal era el mismo macho (conocido como «Macho B») que había sido fotografiado en 2004 y que por entonces era el ejemplar más viejo conocido en libertad (aproximadamente 15 años). En marzo de 2009, «Macho B», el único ejemplar observado en los Estados Unidos desde hacía más de una década, fue recapturado y sacrificado tras descubrir que padecía de insuficiencia renal. Un macho fue fotografiado el 19 de noviembre de 2011 en el condado de Cochise, en el estado de Arizona, bastante al norte de la frontera internacional, confirmando un avistamiento previo desde un helicóptero.
Organizaciones ecologistas consideran que la finalización del muro fronterizo Estados Unidos-México, tal como se propone actualmente, reducirá la viabilidad de cualquier población que se encuentre actualmente en los Estados Unidos al disminuir el flujo génico con las poblaciones mexicanas e impedirá cualquier expansión hacia el norte de la especie.
El hábitat de P. onca incluye las selvas húmedas de Centro y Sudamérica, zonas húmedas abiertas y de forma estacional inundadas, y praderas secas. De entre estos hábitats, prefiere el bosque denso; este félido ha perdido terreno más rápidamente en las regiones más secas, como la pampa argentina o las praderas áridas de México y el suroeste de los Estados Unidos; se considera que su distribución se han disminuido cerca de un 55 % en el último siglo. Puede vivir en bosques tropicales, subtropicales y caducifolios secos. Está estrechamente relacionado con el agua y a menudo prefiere vivir al lado de ríos, pantanales y selvas densas con mucha vegetación que le permiten asediar a sus presas. Se han encontrado ejemplares a altitudes de hasta 3800 m. 
Históricamente, el límite occidental de la distribución del jaguar en Sudamérica incluía los bosques secos y valles interandinos de la costa norte del Perú, en los departamentos de Tumbes, Piura, Lambayeque, La Libertad y Cajamarca. Registros arqueológicos, crónicas coloniales y relatos orales sugieren que este felino habitó estos ecosistemas y se desplazaba por los valles costeros y montañosos. Representaciones en cerámicas de las culturas Moche, Lambayeque y Chimú evidencian su importancia en la cosmovisión prehispánica.
Durante la época precolombina, el jaguar aprovechaba los bosques secos ecuatoriales, que en aquel entonces eran más extensos y menos fragmentados. Se presume que habitaba áreas cercanas a los ríos costeros como los valles del Chira, Piura, La Leche y Zaña, donde la disponibilidad de agua y presas favorecía su supervivencia. En Cajamarca, existen referencias sobre su presencia en los valles del Jequetepeque y Marañón. Sin embargo, su población declinó con la expansión agrícola y ganadera.
Actualmente, el límite occidental de la distribución del jaguar en Sudamérica se encuentra en los relictos de bosque seco del noroeste del Perú, particularmente en el Parque Nacional Cerros de Amotape y la Reserva Nacional de Tumbes. Su presencia en la costa y sierra norte es considerada extinta desde hace décadas debido a la pérdida de hábitat y la fragmentación de corredores ecológicos.
La reintroducción del jaguar en estos ecosistemas traería beneficios ecológicos, ya que, como superdepredador, regula las poblaciones de herbívoros y mesodepredadores, ayudando al equilibrio natural. Además, su retorno podría potenciar el ecoturismo en áreas protegidas como el Parque Nacional Cerros de Amotape, promoviendo la conservación del hábitat y generando ingresos sostenibles para comunidades locales.
Experiencias exitosas en países como Argentina o México han demostrado que la reintroducción de grandes felinos es posible con una planificación adecuada, restauración del hábitat y educación ambiental. Sin embargo, cualquier iniciativa requeriría estudios de viabilidad sobre disponibilidad de presas, conectividad de los ecosistemas y aceptación de las comunidades locales. La cooperación entre entidades gubernamentales, organizaciones de conservación y poblaciones locales sería clave para garantizar el éxito de un programa de reintroducción del jaguar en el Perú.

### Papel ecológico
El jaguar adulto es un superpredador, por lo tanto se encuentra en lo más alto de la cadena trófica y no tiene depredadores en estado salvaje. También está considerado como especie clave en cuanto depredador focal, teniendo en cuenta que estos félidos mantienen la integridad estructural de los sistemas forestales mediante el control de los niveles de población de sus presas, como mamíferos herbívoros y granívoros. Sin embargo resulta difícil determinar con precisión el efecto que tienen especies como esta sobre los ecosistemas, pues es necesario comparar los datos de regiones donde la especie está ausente y sus hábitats actuales, a la vez que se controlan los efectos de la actividad humana. Se acepta que la población de las especies de sus presas de tamaño medio aumenta cuando no hay superpredadores, y se supone que esto tiene efectos negativos en cascada sobre su entorno. Sin embargo, algunos estudios de campo realizados en lugares donde los grandes félidos están ausentes han mostrado que las variaciones podrían ser naturales y que los incrementos de población de sus presas podrían no ser significativos, por lo que la hipótesis de Panthera onca como especie clave no está apoyada por toda la comunidad científica.
También tiene efecto sobre otros depredadores. Panthera onca y el puma, el segundo mayor félido de América, a menudo son simpátricos (especies relacionadas que comparten territorios que se superponen) y a menudo se los ha estudiado conjuntamente. Allí donde se presenta la simpatría, el puma es más pequeño de lo normal y más pequeño que los fenotipos locales de Panthera onca. P. onca tiende a capturar las presas más grandes, y el puma piezas más pequeñas, lo que redunda en un menor tamaño de este último. Sin embargo, esta situación puede resultar ventajosa para el puma, pues su abanico de presas más amplio y su capacidad de capturar presas más pequeñas, podría darle ventaja en entornos alterados por los humanos; El puma tiene actualmente una distribución significativamente más amplia.

## Conservación

### Estado poblacional
Las poblaciones de este gran félido se encuentran actualmente en declive. El animal está catalogado como especie casi amenazada por la Unión Internacional para la Conservación de la Naturaleza (UICN), lo que quiere decir que podría estar amenazado de extinción en un futuro próximo. La pérdida de parte de su ámbito de distribución, incluida su práctica eliminación de sus áreas históricas en el norte, así como la creciente fragmentación de las zonas restantes, ha contribuido a su estatus actual. Durante los años 1960 hubo un declive especialmente significativo, con más de 15 000 pieles de esta especie extraídas de la Amazonia brasileña cada año; gracias a la Convención sobre el Comercio Internacional de Especies de Fauna y Flora Salvaje Amenazadas (CITES) de 1973, se produjo una drástica disminución del comercio de pieles. Un estudio detallado que se realizó bajo los auspicios de la Wildlife Conservation Society (WCS) reveló que ha perdido el 37 % de su distribución histórica y se desconoce su situación en un 17 % adicional; sin embargo, el estudio más reciente de sus situación poblacional global indica una reducción del 55% de su distribución en el último siglo, y de 34 subpoblaciones, 33 se consideran en alguna categoría de amenaza. Un aspecto más favorable fue que la probabilidad de supervivencia a largo plazo fue considerada elevada en un 70 % de la distribución actual, especialmente en la cuenca del Amazonas y las regiones adyacentes del Gran Chaco y el Pantanal.

### Amenazas
Entre sus principales amenazas se encuentran la deforestación de su hábitat y ecosistema, un creciente incremento de la competencia por la comida con los humanos, la caza furtiva, los huracanes en la parte septentrional de su distribución y los enfrentamientos con los ganaderos, que a menudo los matan en las zonas donde cazan ganado pues, cuando se adapta a la presa, se ha comprobado que caza ganado bovino como parte importante de su dieta; sin embargo, mientras que la deforestación para crear zonas de pasto es un problema para la especie, su población podría haber aumentado tras la introducción de ganado bovino en América del Sur al aprovecharse los félidos de esta nueva fuente de presas. Esta tendencia a cazar ganado ha llevado a los propietarios de ranchos a contratar cazadores especializados a tiempo completo.

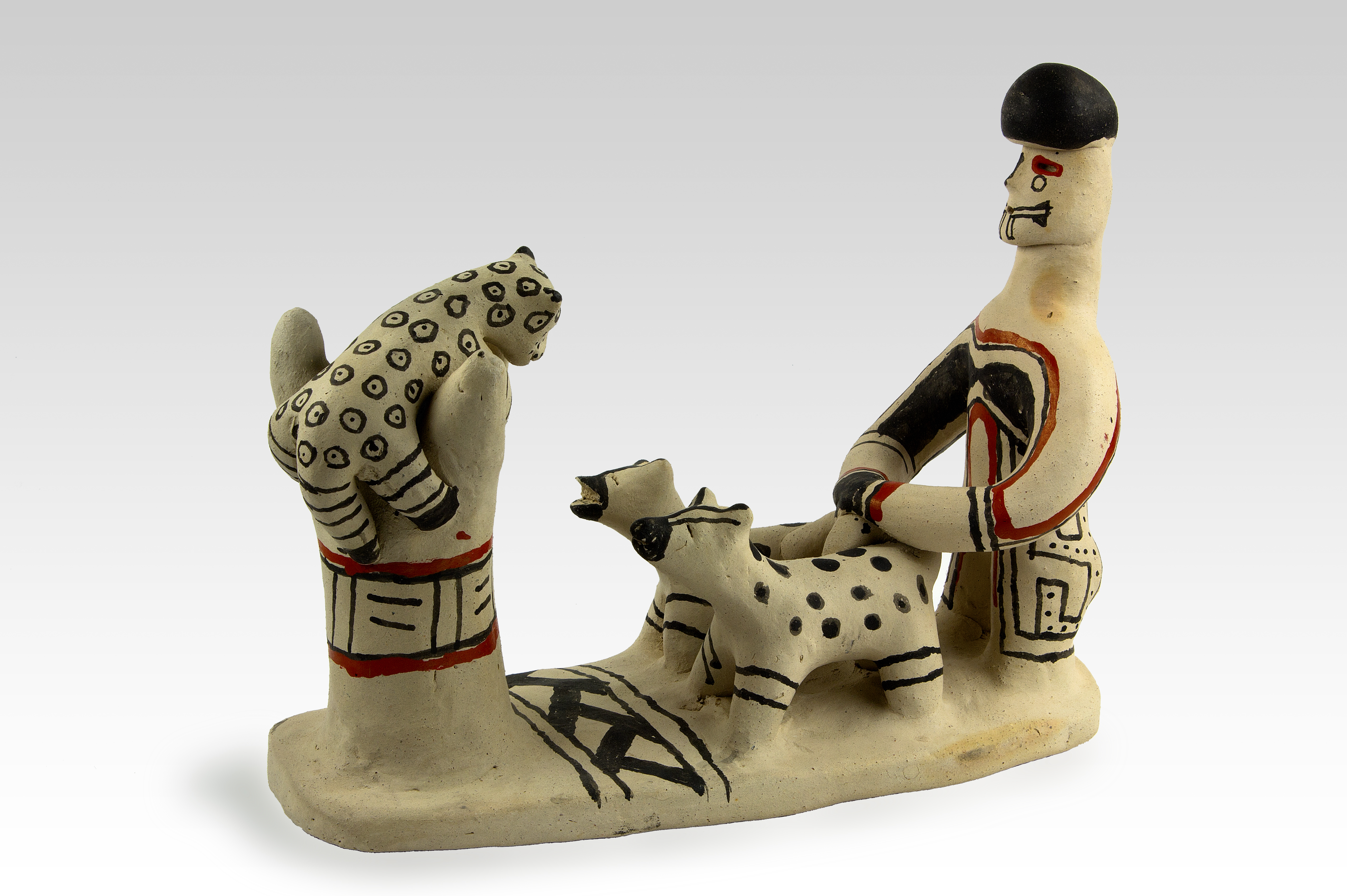
Escena de caza de jaguares con perros – MHNT

Panthera onca es una especie incluida en el Apéndice I de la CITES, por lo que está prohibida cualquier forma de comercio internacional de esta especie o sus partes. Su caza está prohibida en Argentina, Belice, Colombia, Estados Unidos, Guayana Francesa, Honduras, Nicaragua, Panamá, Paraguay, Surinam, y Venezuela. Su caza está restringida como «animales con problemas» en Brasil, Costa Rica, Guatemala, México y el Perú, mientras que la caza deportiva todavía se permite en Bolivia. La especie carece de protección legal en Ecuador y Guyana.
Los esfuerzos de conservación actuales a menudo se concentran en reducir los potenciales conflictos con ganaderos, reducir su cacería y la de sus presas y promover actividades compatible con el mantenimiento de su hábitata como el ecoturismo. Recientemente se desarrolló la etiqueta Jaguar Friendly que certifica unidades productivas que contribuyen a la conservación de hábitat y corredores claves de la especie, mientras contribuye al mejoramiento de los medios de vida de las poblaciones humanas que comparten su territorio. Generalmente se lo define como una «especie paraguas», esto es, una especie con una distribución y unas necesidades de hábitat lo bastante amplias para que, si se la protege, también se estará protegiendo a otras muchas especies con una distribución más pequeña. Las especies paraguas sirven de «enlaces móviles» en su entorno, en el caso de esta especie mediante la depredación. Así pues, las organizaciones conservacionistas se concentran en proporcionar un hábitat viable y conectado para este félido, con la idea de que también se beneficiarán otras especies.
En el pasado su conservación se hacía en ocasiones por medio de la protección de zonas donde la población local o bien se encuentra estable o está en aumento; estas zonas, denominadas «Unidades de Conservación de Jaguar», eran grandes áreas pobladas por unos 50 ejemplares. Sin embargo, algunos investigadores determinaron recientemente que, con el fin de asegurar que el patrimonio génico se comparta lo suficiente como para mantener la especie, era importante que las poblaciones de esta especie estuvieran interconectadas. A estos efectos, se han iniciado nuevos proyectos para conectar estas zonas de protección de la especie.
Los principales problemas de conservación del jaguar tienen su origen en las actividades humanas que generan un enorme impacto directo e indirecto en sus poblaciones. Entre las amenazas más importantes para su conservación están la pérdida y fragmentación de hábitat. El jaguar es una especie de gran tamaño y de amplia distribución, que requiere de grandes extensiones para mantener poblaciones viables. En este sentido, las áreas naturales protegidas son fundamentales para su conservación. Sin embargo, pocas áreas protegidas tienen la superficie adecuada para mantener una población viable de jaguar a largo plazo, por lo que es imprescindible contar con corredores u otras formas de manejo del paisaje adyacente. Por lo tanto, los esfuerzos para la protección del jaguar requieren de la consolidación de las áreas naturales protegidas ya existentes, de la creación de nuevas reservas y de la conservación del jaguar en las grandes áreas no protegidas en las que se encuentra todavía a la especie, lo que representa uno de los factores críticos dentro de los esquemas de su conservación. En Latinoamérica, como en México, la depredación de animales domésticos, en especial bovinos, causada por félidos silvestres, tiene como consecuencia acciones de control letal por parte de ganaderos y criadores. Este control se lleva a cabo incluso dentro de áreas protegidas, aún en ausencia de casos de depredación en la zona.

### Reintroducción en Argentina
En Argentina, la caza y la destrucción de ambientes naturales provocaron que el yaguareté pierda más del 95% de su área de distribución, se estima que sobreviven apenas entre 200 y 250 yaguaretés en todo el país.
Sin embargo, un proyecto iniciado en 2012 para reintroducir al yaguareté en los Esteros del Iberá, en conjunto entre el Gobierno de Corrientes, Parques Nacionales, Rewilding Argentina y Tompkins Conservation, trajo esperanza para la recuperación de la especie. Una vez finalizada la construcción del Centro de Reintroducción del Yaguareté (CRY) en la isla San Alonso, en el corazón del Parque Iberá, y gracias a la donación de ejemplares por instituciones de Argentina, Brasil, Paraguay y Uruguay y a la participación de científicos y expertos de la especie, se constituyó en los años siguientes una población fundacional que cuenta con 18 individuos. Así, la provincia de Corrientes pasó de no tener ningún yaguareté libre en los últimos 70 años a albergar a casi el 10% de los yaguaretés que habitan en Argentina, además de ser la provincia de la región chaqueña argentina con la mayor cantidad de individuos.
En 2024 por primera vez en la historia se capturó y translocó un yaguareté silvestre entre dos parques nacionales de Argentina, a fin de contribuir a la repoblación de la especie en la región del Chaco Seco. Esto fue el resultado de los procesos de reintroducción llevados a cabo en el Parque Iberá.

### Acciones para su conservación en México
El jaguar es considerado, por su relevancia ecológica y social, como una especie prioritaria para la conservación en México de acuerdo a la normatividad en materia ambiental. La Ley General de Vida Silvestre establece que las especies prioritarias para la conservación son aquellas que determina la autoridad y que merecen atención especial por sus características, como ser especies clave, emblemáticas, carismáticas y factibles de recuperación. Además, el jaguar se encuentra incluido en la norma mexicana de especies en peligro (NOM.059 ECOL 2001) y su cacería está vedada en el Diario Oficial de la Federación desde 1987. En los últimos años se ha avanzado mucho en materia de conservación del jaguar en México. Recientemente se estimó un aumento poblacional entre los años 2008 y 2018, gracias en parte a los esfuerzos coordinados de personas y organizaciones bajo la sombrilla de la Alianza para la Conservación del Jaguar en México.

### En la cultura precolombina

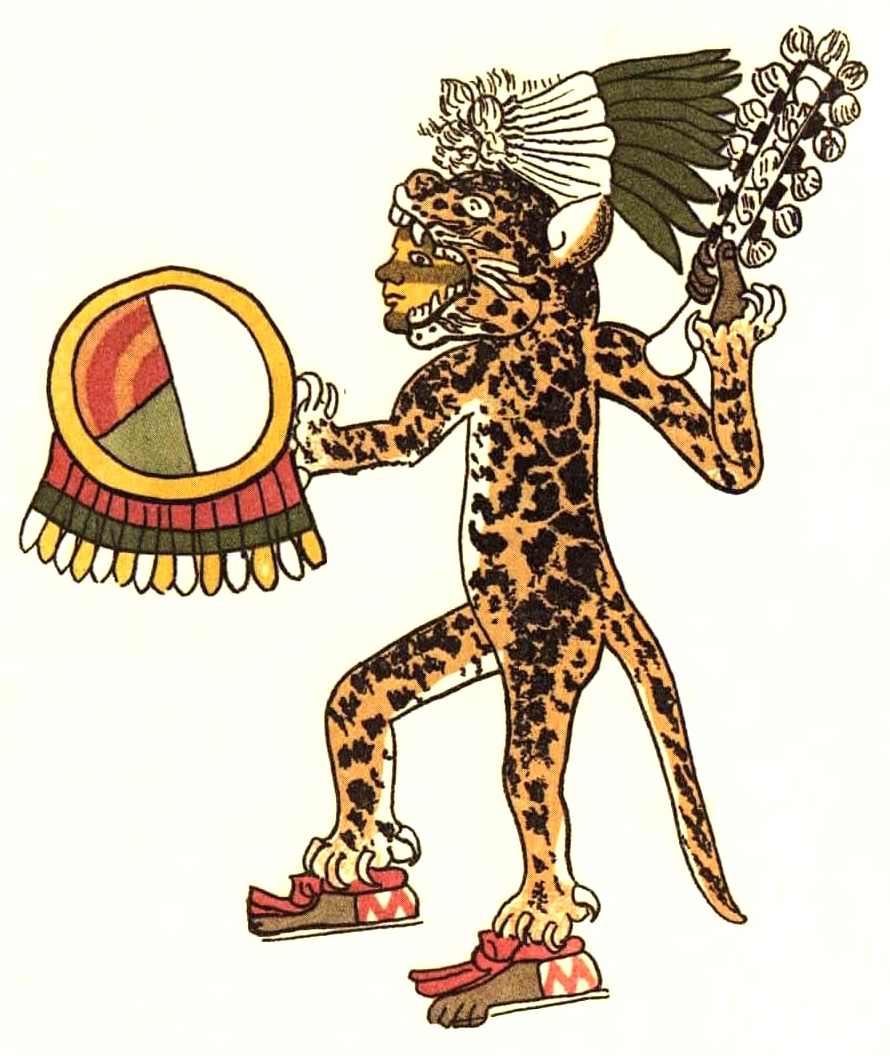
Guerrero ocelotl o guerrero jaguar.

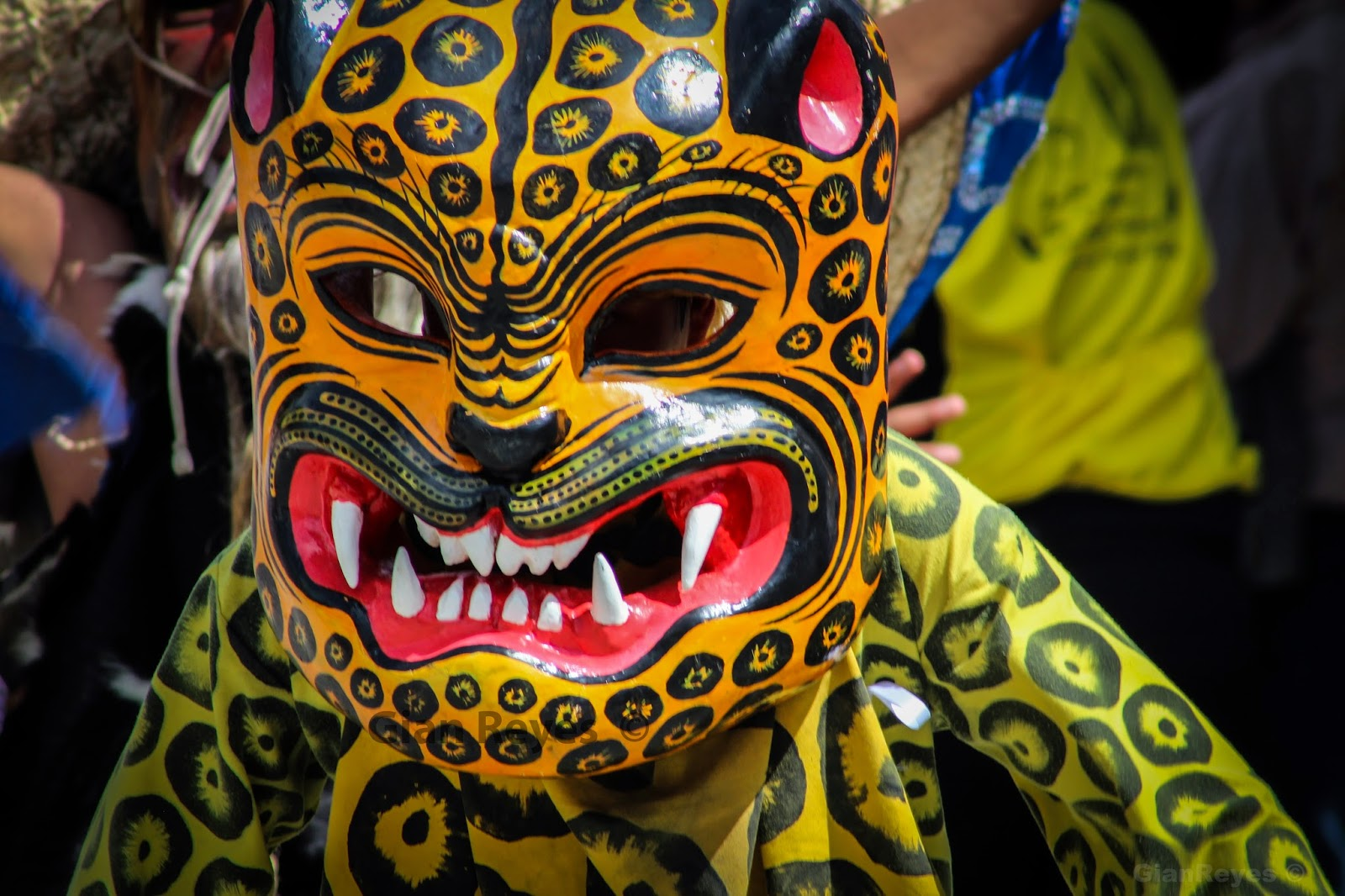
Danza teatro tradicional de tecuanes de los estados de Morelos, Puebla, Guerrero, México y Oaxaca.

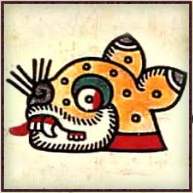
14.º día en el calendario mexica.

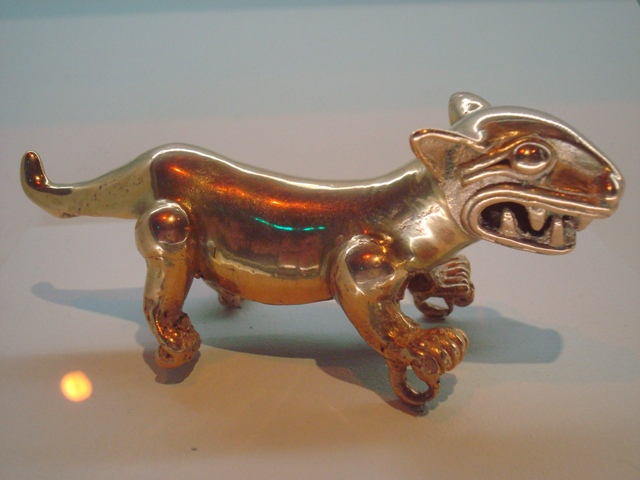
Figura precolombina de oro que representa un jaguar. Pacífico sur de Costa Rica. Museo del Oro Precolombino, San José de Costa Rica.

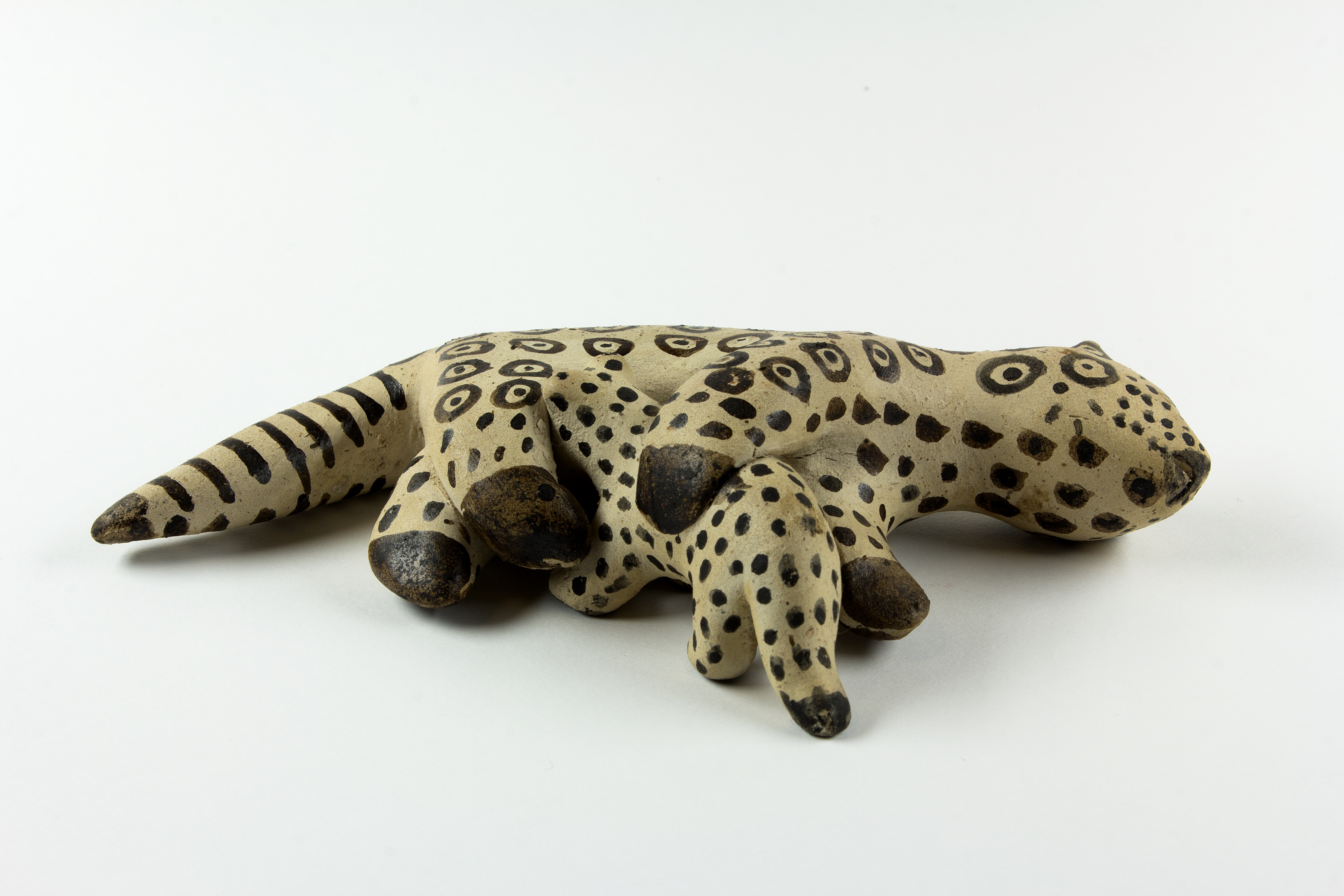
Estatuilla karajá.

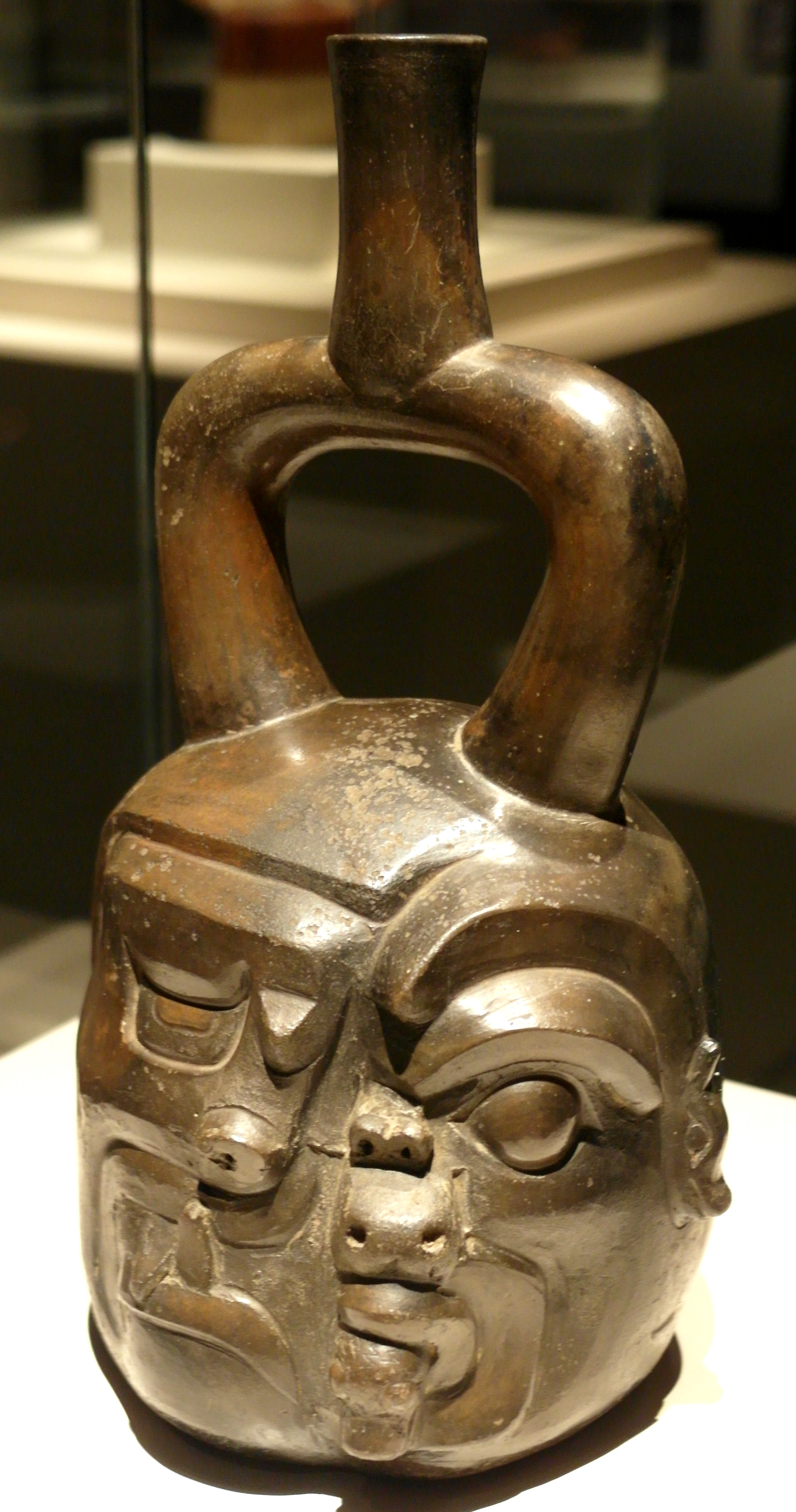
Vasija cerámica mostrando a un hombre transformándose en félido, Cupisnique. Museo Larco, Lima.

### En la cultura contemporánea

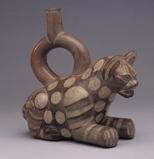
Otorongo representado en un huaco moche. Museo Larco.